# Culmont
Culmont ist eine französische Gemeinde mit 527 Einwohnern (Stand 1. Januar 2022) im Département Haute-Marne in der Region Grand Est (vor 2016 Champagne-Ardenne); sie gehört zum Arrondissement Langres und zum Kanton Chalindrey. Die Einwohner werden Culmontais und Culmontaises genannt.

## Geografie
Culmont liegt etwa 38 Kilometer südsüdöstlich von Chaumont. Umgeben wird Culmont von den Nachbargemeinden Saint-Maurice im Nordwesten und Norden, Chatenay-Vaudin im Norden, Haute-Amance im Nordosten und Osten, Torcenay im Osten und Südosten, Chalindrey im Süden und Südwesten sowie Saint-Vallier-sur-Marne im Westen.
Am gemeinsamen Bahnhof von Culmont und Chalindrey treffen mehrere Bahnlinien aufeinander:
- Bahnstrecke Culmont-Chalindrey–Toul
- Bahnstrecke Culmont-Chalindrey–Gray
- Bahnstrecke Is-sur-Tille–Culmont-Chalindrey

## Bevölkerungsentwicklung
| Jahr                       | 1962 | 1968 | 1975 | 1982 | 1990 | 1999 | 2011 | 2019 |
| Einwohner                  | 692  | 642  | 623  | 658  | 626  | 558  | 566  | 513  |
| Quellen: Cassini und INSEE |      |      |      |      |      |      |      |      |

## Sehenswürdigkeiten
- Kirche Saint-Georges